# محمود منتظم صدیقی
محمود منتظم صدیقی (زادهٔ ۴ مرداد ۱۳۴۰ در تهران) موسیقی‌دان، نوازنده و آهنگساز اهل ایران است.

## زندگی هنری
محمود منتظم صدیقی ۴ مرداد سال ۱۳۴۰ در تهران متولد شد. او از کودکی به موسیقی گرایش داشت و به همین دلیل پدرش برای او یک ساز «کیبورد الکترونیک» تهیه کرد. وی فراگیری موسیقی را به‌طور جدی از ۱۰ سالگی آغاز کرد و در ۱۶ سالگی به هنرستان موسیقی تهران راه یافت. در هنرستان به‌طور تخصصی فراگیری سازهای کوبه ای (سازهای ضربی) را دنبال کرد. از جمله استادان او در هنرستان موسیقی می‌توان به «ایویوسکی» موسیقی دان «لهستانی» و «فریدون ناصری» اشاره کرد. او در سال دوم هنرستان به ارکستر سمفونیک تهران راه یافت و در سال ۱۳۵۸ همکاری خود را با سازمان صدا و سیما به عنوان نوازنده و آهنگساز، تنظیم کننده و ناظر ضبط موسیقی آغاز کرد. وی در سال ۱۳۶۰ موفق به اخذ دیپلم هنرستان عالی موسیقی شد. او دروس «آهنگسازی»، «سازشناسی» و «فرم‌های موسیقی» را نزد «مرتضی حنانه» و «هارمونی» و دوره تکمیلی سازهای کوبه ای را نزد «فریدون ناصری» آموخت.
محمود منتظم علاوه بر نوازندگی، آثار بسیاری در قالب «موسیقی کودک» آهنگسازی کرده‌است که مشهورترین آن‌ها قطعه لالایی «گنجشک لالا» است که اواخر دهه ۶۰، هر شب در برنامه «شب بخیر کوچولو» از رادیو پخش می‌شد. شعر این ترانه سروده «مصطفی رحماندوست» و خواننده آن «پرشات پیروزکار» بوده‌است که در هنگام اجرای این قطعه ۸ سال سن داشته‌است. این ترانه کودکانه را یکی از مشهورترین ترانه‌های شناخته شده بعد از انقلاب ایران دانسته‌اند.
او در بیست و یکمین جشنواره بین‌المللی موسیقی فجر در سال ۱۳۸۴ مورد تقدیر قرار گرفت.

## فعالیت‌های هنری
از جمله فعالیت‌های هنری «محمود منتظم صدیقی» در جایگاه موسیقی‌دان به موارد زیر می‌توان اشاره نمود:
- عضویت در ارکستر سمفونیک تهران[۶]
- عضویت در ارکستر سمفونیک صدا و سیما[۷]
- عضویت در ارکستر ملی ایران به رهبری «فرهاد فخرالدینی»[۸]
- عضویت در ارکستر مهرنوازان به رهبری «فرهاد فخرالدینی»[۹]
- داوری آثار جشنواره مراکز استانی صدا و سیما[۱۰]
- عضویت در کانون آهنگسازان سینمای ایران[۱۱]

## فیلم و سریال
- سریال تلویزیونی «ضلع ششم» به کارگردانی «مسعود فروتن» (۱۳۷۲)[۱۲]
- مجموعه عروسکی نمایشی «قصه‌های موش نمکی» به کارگردانی «محسن تقوی زنوز»[۱۳]

## آلبوم موسیقی
از جمله آلبوم‌های موسیقی که «محمود منتظم صدیقی» در آن حضور داشته‌است می‌توان به موارد زیر اشاره نمود:
- آهنگسازی در آلبوم موسیقی «فرشته‌ها»
- آهنگسازی در آلبوم موسیقی «مادر»[۱۵]
- نوازندگی در آلبوم موسیقی «ایران زمین» به خوانندگی «بیژن بیژنی»
- نوازندگی در آلبوم موسیقی «فصل عاشقی» به خوانندگی «سالار عقیلی»
- نوازندگی در آلبوم موسیقی «سمفونی حماسه خرمشهر» به آهنگسازی «مجید انتظامی»
- نوازندگی در آلبوم موسیقی «امام علی» به آهنگسازی «فرهاد فخرالدینی»
- نوازندگی در آلبوم موسیقی «نگاه آسمانی» به خوانندگی «حسام الدین سراج»
- نوازندگی در آلبوم موسیقی «اشتیاق» به آهنگسازی «فرهاد فخرالدینی» و خوانندگی «علیرضا قربانی»[۱۶]
- نوازندگی در آلبوم موسیقی «آفتاب خوبان» به آهنگسازی «اسماعیل واثقی» و خوانندگی «بیژن بیژنی»[۱۷]